# Kněžice, Chrudim
Kněžice là một làng thuộc huyện Chrudim, vùng Pardubický, Cộng hòa Séc.